# Cilada de Amor
Cilada de Amor é o quinto álbum da dupla sertaneja Bruno & Marrone, lançado em 1999, logo após a dupla ser contratada pela Abril Music. O disco saiu com 100 mil cópias vendidas e trouxe canções que fizeram sucesso em todo o Brasil, como "Feriado Nacional", "Vida Vazia", "Agarrada em Mim" e "Como Eu Te Amo".

## Lista de faixas
| N.º            | Título                    | Compositor(es)                        | Duração |  |
| 1.             | "Feriado Nacional"        | Nildomar Dantas / Ivan Medeiros       | 2:41    |  |
| 2.             | "Bar Solidão"             | César Augusto / Antonio Luiz          | 3:51    |  |
| 3.             | "Parabéns Pro Nosso Amor" | Bruno / Rafael Dias                   | 3:43    |  |
| 4.             | "Olha o Trem Querendo"    | Bruno / Nildomar Dantas               | 2:57    |  |
| 5.             | "Só Sei Te Amar"          | Tom Lima                              | 3:18    |  |
| 6.             | "Vida Vazia"              | Bruno / Felipe                        | 3:43    |  |
| 7.             | "Tchau Amor"              | Peão Carreiro / Praense / Ado Benatti | 3:22    |  |
| 8.             | "Dor e Saudade"           | Bruno / Rafael Dias                   | 3:54    |  |
| 9.             | "Cilada de Amor"          | Piska / Lucas Robles                  | 4:19    |  |
| 10.            | "Como Eu Te Amo"          | Bruno / Priscila Barucci              | 3:42    |  |
| 11.            | "Choro"                   | Fábio Jr.                             | 3:48    |  |
| 12.            | "Será Que Me Esqueceu"    | Priscila Barucci                      | 3:49    |  |
| 13.            | "Agarrada em Mim"         | César Augusto / Piska                 | 4:09    |  |
| 14.            | "Mais Uma Vez"            | Gilson / Villa Nova                   | 4:01    |  |
| Duração total: | Duração total:            | Duração total:                        | 51:14   |  |

## Certificações
| Brasil (ABPD)                             | Ouro | 2000 | 100.000* |
| *número de vendas baseado na certificação |      |      |          |